# Софроний (Иванцов)
Епи́скоп Софро́ний (в миру Серге́й Никола́евич Иванцо́в; 21 июня (3 июля) 1880, Москва — 23 декабря 1947, Красноярск) — епископ Русской православной церкви, епископ Красноярский, викарий Новосибирской епархии.

## Биография

### Ранние годы
Родился 21 июня 1880 года в Москве в семье священника, который был сакелларием московского Благовещенского придворного собора и благочинным кремлёвских соборов.
Окончил 6-ю московскую гимназию. В 1906 году окончил юридический факультет Московского университета со степенью кандидата юридических наук. В 1906—1907 годах находился на военной службе в чине прапорщика
С 1907 года помощник присяжного поверенного и с 1910 года присяжный поверенный при Московском окружном суде.
В 1914 году окончил филологический факультет Московского императорского университета. Одновременно окончил Психологический экспериментальный институт при университете.
В 1914 году мобилизован в действующую армию. Служил в чине прапорщика адъютантом 49-го саперного батальона 10-й армии Западного фронта.
Член Поместного собора Православной российской церкви по избранию от армии Западного фронта, член XV отдела. Участвовал во всех трёх сессиях с незначительными перерывами.
В 1917 году становится выездным лектором Московского губернского управления пролеткульта. С ноября постоянный разъездной инструктор общественно-гуманитарных наук в отделе подготовки учителей Комиссариата по народному образованию.
В 1919 году мобилизован в Красную армию. Служил в батальоне связи Западного фронта Красной армии. С 1920 года работал в Красноармейском университете в Могилёве (лектор по общеобразовательным предметам, заведующий кабинетом социально-экономических наук, учёный секретарь, помощник ректора, редактор журнала «Красная кузница»), одновременно при Могилёвском губернском отделе народного образования — городской исполнительный инструктор, преподаватель философской пропедевтики в школе, социально-экономических предметов и экономической географии на рабфаке и в Педагогическом институте.
В 1921 году становится послушником Могилёвского Богоявленского Братского мужского монастыря.

### В обновленчестве
С 1922 года в обновленческом расколе. Член могилевской группы «Живой церкви». 15 сентября 1922 года утверждён членом обновленческого Могилёвского епархиального управления.
В октябре 1922 года избран епископом Могилёвским и Мстиславским. Принял монашество с именем Софроний. Рукоположен во иеромонаха. 11 декабря 1922 года в Москве хиротонисан во епископа Могилёвского и Мстиславского со своим мирским именем Сергий. Кафедра располагалась в Иосифовском соборе города Могилёва.
В марте 1923 года — участник Всероссийского съезда СОДАЦ. В апреле — мае 1923 года — участник Второго всероссийского поместного собора (первого обновленческого).
15 мая 1923 года обновленческим ВЦУ назначен епископом Минским и Туровским, председателем обновленческого Минского епархиального управления. Летом 1922 года епископ Минский и Туровский Мелхиседек (Паевский), также ранее примкнувший к обновленцам, без согласования с ВЦУ провозгласил создание автономной Белорусской митрополии. Местное духовенство и верующие выступили за возвращение Мелхиседека и бойкотировали новоназначенного Сергия Иванцова. Противостояние дошло до применения физической силы в отношении Сергия: «13 сентября 1923 г., когда епископ Сергий шел в кафедральный собор для совершения всенощного бдения накануне Воздвижения Честного и Животворящего Креста Господня, возбуждённая толпа под предводительством Андрианова (у него Мелхиседек жил на квартире), Ковалевского и племянника Васюковича — сальника с нижнего рынка, тоже Васюковича, преградила епископу Сергию вход в собор. Причём во время борьбы на Сергии была порвана ряса и крепа клобука. Оказать какую-либо помощь епископу Сергию не представилось никакой возможности, так как бунтари никого из собора не выпускали, и их была очень большая толпа и на их стороне было почти всё минское духовенство, однако после почти часовой борьбы епископу Сергию удалось проникнуть внутрь храма. Из соборного духовенства остался только ключарь протоиерей Антоний Киркевич и архидиакон Александр Чаплин. Остальное духовенство, псаломщики и певчие разбежались. Службу начал ключарь с архидиаконом, он же исполнял обязанности певцов и чтецов. Крест был вынесен епископом Сергием, но по его уходе Крест кем-то был взят обратно».
14 сентября 1923 года в праздник Воздвиженья в кафедральном соборе обедню служил ключарь без диакона. От верующих не было ни единого человека. После этого скандала епископ Сергий больше в собор не приходил. Кроме кафедрального собора, обновленцы были выдворены и из Спасо-Преображенской церкви. В январе 1924 года, в связи с развалом епархии, выехал в Москву.
16 января 1924 года назначен епископом Коломенским, викарием Московской обновленческой епархии и настоятель Успенского собора города Коломны. Одновременно член обновленческого Московского епархиального управления.
С мая 1924 года епископ Костромской и Галичский, председатель обновленческого Костромского епархиального управления. Кафедра располагалась в Успенском и Богоявленском соборах Костромского кремля. В мае 1924 года дал письменное обязательство секретно сотрудничать с ОГПУ, периодически получал за это денежное вознаграждение.
В июне 1924 года участник Всероссийского предсоборного совещания. В 1924 году возведён в сан архиепископа.
Перешел в ведение Всеукраинского обновленческого Синода, 17 февраля 1925 года назначен архиепископом Волынским и Житомирским, председателем обновленческого Волынского епархиального управления.
Назначение отменено, 12 марта 1925 года назначен архиепископом Черниговским и Нежинским, председателем обновленческого Черниговского епархиального управления. Кафедра располагалась в Преображенском соборе Чернигова. В мае 1925 года участник второго Всеукраинского Поместного Собора. 5 июля 1925 года избран архиепископом Черниговским и Нежинским, председателем обновленческого Черниговского епархиального управления. 17 июля 1925 года утвержден архиепископом Черниговским и Нежинским, председателем обновленческого Черниговского епархиального управления.
В октябре 1925 года участник «Третьего всероссийского поместного собора» (второго обновленческого).
26 октября 1925 год назначен архиепископом Запорожским, председателем обновленческого Запорожского епархиального управления. Кафедра располагалась в Покровском соборе города Запорожья. 30 января 1926 года избран членом Всеукраннского обновленческого Синода.
С 16 июня по 9 июля 1926 года временно управляющий Мелитопольской обновленческой епархией.
29 января 1927 года утверждён архиепископом Запорожским, председателем обновленческого Запорожского епархиального управления.
В мае 1927 года участник Всеукраинского предсоборного совещания. В мае 1928 года участник третьего Всеукраинского поместного собора, на котором вновь избран членом Всеукраинского обновленческого синода.
С 1929 года кафедра располагалась в Вознесенской церкви города Запорожье.
Летом 1933 года уволен на покой.
С февраля 1934 года архиепископ Нижнетагильский и Верхотурский, председатель обновленческого Нижнетагильского епархиального управления. Кафедра располагалась в Александро-Невской церкви Нижнего Тагила.
С 8 июня 1934 года архиепископ Пермский и Прикамский, председатель обновленческого Пермского епархиального управления. Кафедра располагалась во Всехсвятской новокладбищенской церкви Перми.
25 февраля 1935 года арестован.  В своих показаниях рассказал о своём сотрудничестве с «органами» с 1924 года. 22 июля 1935 года постановлением Особого совещания при НКВД СССР приговорен к 3 годам исправительно-трудовых лагерей. Этапирован в Карлаг НКВД (Карагандинская область). 19 января 1938 года освобождён досрочно.
С 30 января 1938 года жил в Костроме, находясь за штатом. 20 декабря 1943 года подал прошение о принятии в Русскую православную церковь. По неизвестным причинам принят не был.
С 1944 года управляющий делами при митрополите Александре Введенском, обновленческом первоиерархе Православных Церквей в СССР. 21 сентября 1945 года назначен митрополитом Звенигородским.

### В Московском патриархате
25 сентября 1945 года после покаяния был принят в Московский патриархат в сане иеромонаха. Примечательно, что до уклонения в раскол он не имел священного сана вообще, будучи послушником Могилёвского Богоявленского Братского монастыря. Случай Иванцова не подпадает ни под один из критериев приёма обновленцев, принятых на декабрьском Синоде 1943 года, а значит, ему следовало быть принятым в Московский Патриархат в качестве мирянина и послушника, коим он являлся до уклонения в обновленчество, или же, наконец, монахом. Существует свидетельство о том, что Софроний с 1924 года и до конца жизни сотрудничал с органами Госбезопасности. Вполне возможно, что именно благодаря этим связям Софроний вернулся в Патриаршую Церковь, удержав при себе хотя бы пресвитерский сан. Некоторое время служил священником в Костроме.
11 января 1946 года был избран епископом Ульяновским и Мелекесским. 5 февраля в зале заседаний Священного синода было совершено наречение иеромонаха Софрония во епископа Ульяновского и Мелекесского. 7 февраля в Николо-Кузнецкой церкви города Москвы хиротонисан во епископа Ульяновского и Мелекесского. Чин хиротонии совершили патриарх Московский и всея Руси Алексий I, архиепископ Тульский и Белёвский Виталий (Введенский), епископ Кировоградский Сергий (Ларин) (двое последних — сами покаявшиеся обновленцы).
На новой должности «не особенно радел о благополучии епархии»
4 августа 1947 года переведён на должность епископа Красноярского, викария Новосибирской епархии.
23 декабря 1947 года скоропостижно скончался в Красноярске. Отпевание совершал епископ Иоанникий (Сперанский) в Красноярском Покровском кафедральном соборе. Погребён в Красноярске.